# SUPER JUNIOR YESUNG JAPAN TOUR 2016 ~BOOKS~
《SUPER JUNIOR YESUNG JAPAN TOUR 2016 ~BOOKS~》는 슈퍼주니어의 멤버 예성의 첫 번째 일본 전국 콘서트 투어이다. 본래 14회로 예정되어 있었으나 호응이 좋아 동경에서의 2회 공연 일정이 추가되었다.

## 투어 일정
| 일정             | 도시     | 장소                         | 관객 동원     |
| ---------------- | -------- | ---------------------------- | ------------- |
| 2016년 9월 1일   | 대판     | 오사카 국제 회의장 메인 홀   | 통산 8,200명  |
| 2016년 9월 2일   | 대판     | 오사카 국제 회의장 메인 홀   | 통산 8,200명  |
| 2016년 9월 3일   | 대판     | 오사카 국제 회의장 메인 홀   | 통산 8,200명  |
| 2016년 9월 8일   | 나고야시 | 나고야 국제회의장 센츄리 홀  | 통산 6,000명  |
| 2016년 9월 9일   | 나고야시 | 나고야 국제회의장 센츄리 홀  | 통산 6,000명  |
| 2016년 9월 20일  | 횡빈     | 파시 피코 요코하마 국립대 홀 | 통산 10,000명 |
| 2016년 9월 21일  | 횡빈     | 파시 피코 요코하마 국립대 홀 | 통산 10,000명 |
| 2016년 10월 9일  | 석천     | 혼다노모리 홀                | 통산 2,200명  |
| 2016년 10월 10일 | 석천     | 혼다노모리 홀                | 통산 2,200명  |
| 2016년 10월 15일 | 광도     | 히로시마 우에노 학원 홀      | 통산 3,600명  |
| 2016년 10월 16일 | 광도     | 히로시마 우에노 학원 홀      | 통산 3,600명  |
| 2016년 10월 21일 | 복강     | 후쿠오카 선 팔레스           | 통산 6,900명  |
| 2016년 10월 22일 | 복강     | 후쿠오카 선 팔레스           | 통산 6,900명  |
| 2016년 10월 23일 | 복강     | 후쿠오카 선 팔레스           | 통산 6,900명  |
| 2016년 11월 22일 | 동경     | 도쿄 국제 포럼 홀 A          | 통산 10,000명 |
| 2016년 11월 23일 | 동경     | 도쿄 국제 포럼 홀 A          | 통산 10,000명 |

## 세트 리스트
- Opening VCR -
- Let Me Kiss
- Between
- 어떤 말로도 (Confession)

- Ment -
- 먹지 (Gray Paper)
- 우리 (We) / ハナミズキ (산딸나무)복강, 동경

- VCR #2 -
- 문 열어봐 (Here I Am)
- 비눗방울 (So Close Yet So Far)

- Ment -
- 달의 노래 (My Dear)
- 메아리 (Your Echo)

- Ment -
- Sorry, Sorry - Answer Ver.
- Dance Medley

1. Magic / 차근차근 (Way For Love)
2. THIS IS LOVE
3. MAMACITA -AYAYA-
4. Opera

- VCR #3 -
- 너 아니면 안 돼 (It Has To Be You)
- 해바라기 (Sunflower)

- Ment -
- Promise You
- JOIN HANDS

- Encore -
- TUXEDO
- 雨のち晴れの空の色 (비 온 뒤 맑은 하늘색)

- Ment -
- Hero / Sky10월 16일 ~ 11월 23일

## 제작
- 기획 · 제작 : 에이벡스 엔터테인먼트, SM 엔터테인먼트 재팬
- 총감독 : 오오쿠보 마사오